# Bob Bassen
Robert Paul „Bob“ Bassen (* 6. Mai 1965 in Calgary, Alberta) ist ein ehemaliger kanadischer Eishockeyspieler und -trainer. Der Center bestritt zwischen 1985 und 2000 über 800 Spiele für sechs Teams in der National Hockey League, den Großteil davon für die St. Louis Blues und die New York Islanders. Zudem vertrat er die kanadische Nationalmannschaft bei der Weltmeisterschaft 1992 und gewann bei der Junioren-Weltmeisterschaft 1985 die Goldmedaille.

## Karriere
Bob Bassen lief in seiner Jugend für die Calgary Spurs in der Alberta Junior Hockey League auf, bevor er seine Heimatstadt 1983 verließ und sich den Medicine Hat Tigers aus der ranghöheren Western Hockey League (WHL) anschloss. In Medicine Hat war der Angreifer zwei Jahre aktiv und erzielte dabei in der Saison 1984/85  in 65 Spielen 82 Scorerpunkte, sodass er ins WHL East First All-Star Team gewählt wurde. In jeglichen NHL Entry Drafts blieb er jedoch unberücksichtigt, sodass er im Oktober 1984 als Free Agent einen Vertrag bei den New York Islanders aus der National Hockey League (NHL) unterzeichnete. Nach einer Spielzeit, die er hauptsächlich beim Farmteam New Yorks, den Springfield Indians, in der American Hockey League (AHL) verbracht hatte, etablierte sich der Kanadier im NHL-Aufgebot der Islanders und war dort fortan vorrangig mit Defensivaufgaben und einem körperlich betonten Spiel betraut.
Nach etwas mehr als drei Jahren in New York wechselte Bassen im November 1988 samt Steve Konroyd zu den Chicago Blackhawks, die im Gegenzug Marc Bergevin und Gary Nylund abgaben. Bei den Blackhawks verlor er jedoch in der Folge seinen Stammplatz und verbrachte große Teile der Spielzeit 1989/90 bei deren Farmteam, den Indianapolis Ice aus der International Hockey League (IHL). Dort überzeugte der Kanadier allerdings mit 54 Punkten aus 73 Spielen und wurde infolgedessen ins IHL First All-Star Team berufen. Anschließend gelangte der Angreifer im Oktober 1990 über den NHL Waiver Draft zu den St. Louis Blues, bei denen er in der folgenden Saison 1990/91 mit 16 Treffern und 18 Vorlagen die beste NHL-Statistik seiner Karriere erzielte. Nach etwa dreieinhalb Jahren in St. Louis schickten ihn die Blues im Januar 1994 samt Garth Butcher und Ron Sutter zu den Nordiques de Québec und erhielten dafür Steve Duchesne und Denis Chassé.
Die Nordiques verlängerten seinen auslaufenden Vertrag nach der Saison 1994/95 nicht, sodass er sich als Free Agent den Dallas Stars anschloss. Dort verbrachte Bassen drei Jahre, von denen er das erste verletzungsbedingt kaum spielte. Im Juli 1998 transferierten ihn die Stars im Tausch für Aaron Gavey zu den Calgary Flames, bevor er zu Beginn der Saison 1999/00 kurzzeitig für die Frankfurt Lions in der Deutschen Eishockey Liga auflief, gemeinsam mit seinem Bruder Mark. Nach nur 14 Einsätzen kehrte der Angreifer jedoch bereits im Dezember 1999 nach Nordamerika zu den St. Louis Blues zurück, bei denen er seine Karriere schließlich ausklingen ließ. Insgesamt hatte er 858 NHL-Spiele absolviert und dabei 256 Scorerpunkte sowie 1138 Strafminuten gesammelt.
Nach dem Ende seiner aktiven Laufbahn war Bassen von 2001 bis 2004 als Assistenztrainer bei den Utah Grizzlies in der AHL tätig, verfolgte diese Karriere allerdings in der Folge nicht weiter. Seit 2012 ist er im Management der Dallas Stars tätig und dort unter anderem für Belange der Alumni zuständig.

### International
Auf internationaler Ebene nahm Bassen mit der kanadischen U20-Auswahl an der Junioren-Weltmeisterschaft 1985 teil und gewann dort mit dem Team die Goldmedaille. Sieben Jahre später debütierte er auch für die A-Nationalmannschaft seines Heimatlandes, als er bei der Weltmeisterschaft 1992 den achten Platz belegte.

## Erfolge und Auszeichnungen
- 1985 Goldmedaille bei der Junioren-Weltmeisterschaft
- 1985 WHL East First All-Star Team
- 1990 IHL First All-Star Team

## Karrierestatistik

### International
Vertrat Kanada bei:
- Junioren-Weltmeisterschaft 1985
- Weltmeisterschaft 1992

(Legende zur Spielerstatistik: Sp oder GP = absolvierte Spiele; T oder G = erzielte Tore; V oder A = erzielte Assists; Pkt oder Pts = erzielte Scorerpunkte; SM oder PIM = erhaltene Strafminuten; +/− = Plus/Minus-Bilanz; PP = erzielte Überzahltore; SH = erzielte Unterzahltore; GW = erzielte Siegtore; 1 Play-downs/Relegation; Kursiv: Statistik nicht vollständig)

## Persönliches
Sein Vater Hank Bassen bestritt in den 1950er und 1960er Jahren über 150 Spiele als Torwart in der NHL. Darüber hinaus schafften auch sein Bruder Mark sowie sein Neffe Chad Bassen den Sprung in den Profibereich und waren bzw. sind dabei überwiegend in Deutschland aktiv.